# یو بیونگ-اوک
یو بیونگ-اوک (انگلیسی: Yoo Byung-ok؛ زادهٔ ۲ مارس ۱۹۶۴) بازیکن فوتبال اهل کره جنوبی بود.
از باشگاه‌هایی که در آن بازی کرده‌است می‌توان به باشگاه فوتبال سئول و باشگاه فوتبال پوهانگ استیلرز اشاره کرد.
وی همچنین در تیم‌های ملی فوتبال زیر ۲۰ سال کره جنوبی و کره جنوبی بازی کرده‌است.